# 五一农村居民点 (博古恰尔区)
五一农村居民点（俄语：Первомайское сельское поселение）是俄罗斯联邦沃罗涅日州博古恰尔区所属的一个农村居民点。其下辖有4个居民点，行政中心为列别金卡。据2016年统计，该农村居民点的人口为1232人。